# Economische vrijheid
Economische vrijheid is een term die gebruikt wordt in economische en politieke debatten. De term kan op verschillende wijzen worden gedefinieerd en wordt dus als een wezenlijk betwist begrip beschouwd.
De klassiek-liberale definitie benadrukt vrije markten en privaat eigendom. Andere definities stellen het aantal economische keuzes dat voor individuele personen beschikbaar is centraal.